# Gran Premio del Belgio 2015
Il Gran Premio del Belgio 2015 è stata l'undicesima prova del campionato mondiale di Formula 1 2015. La gara, disputatasi domenica 23 agosto 2015 sul circuito di Spa-Francorchamps, è stata vinta dal britannico Lewis Hamilton su Mercedes, al suo trentanovesimo successo nel mondiale. Hamilton ha preceduto sul traguardo il compagno di scuderia, il tedesco Nico Rosberg e il francese Romain Grosjean su Lotus-Mercedes.

## Vigilia

### Sviluppi futuri
Nel corso del 2015 la Federazione ha lanciato un nuovo bando per la ricerca di un'ulteriore scuderia. La Federazione stabilì nel 30 settembre la data limite per l'eventuale accettazione di un nuovo team nel campionato. Il 14 agosto la FIA invece annuncia che nessuna delle due offerte arrivate soddisfa i criteri stabiliti per l'accesso al campionato, confermando così che solo 11 team sono ammessi alla stagione 2016.
La Ferrari prolunga di un altro anno il contratto con Kimi Räikkönen, che così è confermato anche per il 2016.

### Aspetti tecnici
Per questo Gran Premio la Pirelli, fornitore unico degli pneumatici, porta gomme di mescola "media" e di mescola "morbida".
Da questo gran premio la Federazione Internazionale dell'Automobile modifica l'interpretazione dell'articolo 20.1, che stabilisce che il pilota deve guidare senza nessun aiuto esterno. Per tale ragione la FIA impone un limite all'utilizzo del bite point, ovvero del punto di stacco della frizione, in fase di partenza della gara. In pratica, da tale gara, questo punto di stacco non potrà essere modificato una volta che la monoposto sia uscita dai box. Inoltre viene abolita qualsiasi assistenza al pilota nel ricercare il punto di stacco più favorevole. La FIA ha voluto anche specificare i limiti nelle comunicazioni radio tra pilota e muretto: vengono ammesse solo quelle che riguardano la sicurezza oppure la situazione della gara.
La FIA stabilisce due zone per l'utilizzo del Drag Reduction System: la prima lungo il rettilineo del Kemmel, con punto per la determinazione del distacco tra piloti posto dopo la Source. La seconda zona è stabilita sul rettilineo dei box, e detection point fissato prima della chicane del Bus Stop.
La Honda fornisce una nuova specifica di motore alla McLaren, utilizzando tre gettoni di sviluppo. La power unit dispone ora di nuovi iniettori della Magneti Marelli e di nuovi alberi a camme, tanto da aumentare di circa 15 cv la potenza. Tale specifica, già pronta per la gara d'Ungheria, non era stata poi utilizzata. I tecnici giapponesi hanno comunque deciso di rifornire di due versioni diverse, per il weekend di gara, i due piloti della McLaren; una verrà utilizzata nelle prove libere del venerdì, e un'altra dal sabato. Ciò comporta anche delle penalizzazioni sul risultato in prova, visto l'elevato numero di motori già impiegati in stagione. Anche la Ferrari fornisce alla scuderia Sauber la versione più evoluta della propria power unit.

### Aspetti sportivi
Come nel Gran Premio d'Ungheria la FIA nomina, quale commissario aggiunto per il Gran Premio, l'ex pilota di F1 Emanuele Pirro.
La Ferrari festeggia il 900º Gran Premio di Formula 1, valido per il mondiale, a cui prende parte. Per l'evento viene posto sulle vetture un logo celebrativo. Curiosamente anche i seicento e i settecento Gran Premi della Rossa (rispettivamente corsi nel 1998 e nel 2004) si sono svolti in concomitanza con il Gran Premio del Belgio. Jolyon Palmer prende il posto di Romain Grosjean alla Lotus, nella prima sessione di prove libere del venerdì.
Charles Pic, ex pilota collaudatore della Lotus, promuove un'azione legale nei confronti del suo vecchio team, per il mancato rispetto del contratto che legava le parti. Il pilota minaccia il blocco del materiale del team. La scuderia ottiene una dilazione delle richieste del pilota.

## Prove

### Resoconto
Nico Rosberg è il pilota migliore nella prima sessione di prove libere. Il tedesco, penalizzato nei primi minuti da un problema alla vettura, riesce a battere il suo compagno di team, Lewis Hamilton, per oltre due decimi. Al terzo posto chiude Daniel Ricciardo, a meno di mezzo decimo dal tempo di Hamilton. Il britannico aveva fatto segnare il miglior tempo nella prima fase della sessione, grazie anche ai problemi tecnici, del compagno di squadra, al cambio.
La sessione è stata interrotta, con bandiere rosse, per un'uscita di pista di Pastor Maldonado, che va a sbattere contro le barriere alla curva Malmedy, a quaranta minuti dalla fine della stessa: è stato necessario l'invio in pista dei commissari per ripulire il tracciato dai detriti lasciati dalla monoposto. La sessione è ripresa dopo pochi minuti. Rosberg ottiene il suo tempo proprio in questa seconda fase di sessione.
Rosberg si è confermato anche nella sessione pomeridiana. Il tedesco ha nuovamente preceduto il compagno di scuderia: le due Mercedes sono le uniche due vetture a essere scese sotto il muro del minuto e cinquanta. Con l'utilizzo delle gomme di tipo morbido si è ampliato il divario tra le vetture tedesche e il resto del plotone: ora il terzo, sempre Ricciardo, è staccato di otto decimi dal tempo di Rosberg.
Proprio il tedesco è stato protagonista di un incidente: presso la Blanchimont vi è stata l'esplosione della gomma posteriore destra. Il pilota ha controllato la vettura, ove ha ceduto anche l'altra gomma posteriore, senza andare a colpire le barriere. È stata comunque necessaria l'esposizione delle bandiere rosse per interrompere la sessione. La sessione è stata nuovamente interrotta, poco dopo, per un'uscita di pista di Marcus Ericsson a Pouhon. A causa delle temperature elevate dell'asfalto la FIA aveva avvisato le scuderie di rispettare i parametri di sicurezza (su camber e pressione) in merito all'utilizzo degli pneumatici, consigliati dalla Pirelli. Il fornitore degli pneumatici ha escluso problemi strutturali della gomma.
Prima della terza sessione di prove viene sostituito il cambio sulla vettura di Romain Grosjean. Tale sostituzione comporta una penalizzazione di cinque posizioni sulla griglia di partenza. Viene rimosso il cordolo posto dagli organizzatori all'esterno dell’Eau Rouge, per evitare tagli del tracciato, ma fortemente criticato dai piloti. Un'altra modifica riguarda il cordolo posto all'esterno della Curva Bruxelles, in modo da consentire ai piloti, in caso di uscita di pista, di tornare più facilmente sul circuito.
Nella terza sessione di prove libere il più rapido è Lewis Hamilton, che precede in questa sessione il compagno di team Nico Rosberg, per circa mezzo secondo. Al terzo e quarto posto si sono classificate le Ferrari, che hanno così sopravanzato, per la prima volta nel weekend, le due Red Bull. Sebastian Vettel, inoltre, nel periodo di utilizzo delle gomme più dure, è riuscito a fare segnare un tempo migliore di quello di Hamilton. Le due McLaren hanno montato una nuova specifica della power unit, così come anticipato nei giorni precedenti la gara. Fernando Alonso è riuscito però a percorrere solo un giro prima che problemi tecnici al motore lo fermassero. Kimi Räikkönen subisce due reprimende, da parte dei commissari, per il comportamento tenuto nelle libere. Prima per avere superato il limite di velocità nella corsia dei box, poi per avere ostacolato, durante la terza sessione, Romain Grosjean, nel corso di un test di aerodinamica, effettuato durante la sessione.

### Risultati
Nella prima sessione del venerdì si è avuta questa situazione:
| Pos | Nº | Pilota           | Costruttore             | Tempo    | Gap    | Giri |
| --- | -- | ---------------- | ----------------------- | -------- | ------ | ---- |
| 1   | 6  | Nico Rosberg     | Mercedes                | 1'51"082 |        | 19   |
| 2   | 44 | Lewis Hamilton   | Mercedes                | 1'51"324 | +0"242 | 24   |
| 3   | 3  | Daniel Ricciardo | Red Bull Racing-Renault | 1'51"373 | +0"291 | 18   |

Nella seconda sessione del venerdì si è avuta questa situazione:
| Pos | Nº | Pilota           | Costruttore             | Tempo    | Gap    | Giri |
| --- | -- | ---------------- | ----------------------- | -------- | ------ | ---- |
| 1   | 6  | Nico Rosberg     | Mercedes                | 1'49"385 |        | 19   |
| 2   | 44 | Lewis Hamilton   | Mercedes                | 1'49"687 | +0"302 | 23   |
| 3   | 3  | Daniel Ricciardo | Red Bull Racing-Renault | 1'50"136 | +0"751 | 15   |

Nella sessione del sabato mattina si è avuta questa situazione:
| Pos | Nº | Pilota           | Costruttore | Tempo    | Gap    | Giri |
| --- | -- | ---------------- | ----------- | -------- | ------ | ---- |
| 1   | 44 | Lewis Hamilton   | Mercedes    | 1'48"984 |        | 15   |
| 2   | 6  | Nico Rosberg     | Mercedes    | 1'49"482 | +0"498 | 19   |
| 3   | 5  | Sebastian Vettel | Ferrari     | 1'49"629 | +0"645 | 17   |

## Qualifiche

### Resoconto
In Q1 Lewis Hamilton fa segnare il miglior tempo, precedendo il compagno della Mercedes Nico Rosberg per quindici millesimi. Le due vetture tedesche sono le sole a utilizzare la mescola media, e non quella morbida. Felipe Nasr viene eliminato, assieme alle coppie di piloti di McLaren e Marussia.
Nel corso del primo tentativo in Q2 Kimi Räikkönen subisce un guasto al motore che lo costringe ad abbandonare le qualifiche. Vengono anche esposte le bandiere rosse, che interrompono la sessione, in quanto la vettura rimane in posizione pericolosa. Al momento del riavvio delle prove mancano solo 7 minuti al termine della sessione, e solo poche vetture hanno la possibilità di fare segnare un tempo valido. Nico Rosberg è il più veloce, e precede ora il compagno di scuderia Hamilton di circa un decimo. Oltre al finlandese della Ferrari vengono eliminati Nicolas Hülkenberg, Daniil Kvjat, Marcus Ericsson e Max Verstappen. Anche il pilota della Scuderia Toro Rosso non fa segnare tempi validi per lo schieramento, anche lui per problemi tecnici della monoposto.
Il dominio della Mercedes si ripropone anche nella fase decisiva. Lewis Hamilton si pone al comando della classifica, davanti a Rosberg, per quattro decimi. Valtteri Bottas, terzo, è staccato di oltre un secondo. Nel secondo tentativo il britannico migliora ancora il suo tempo, assicurandosi la decima pole position della stagione. Con questo risultato il britannico si aggiudica il trofeo FIA assegnato a chi ottiene più pole position in stagione. Per Lewis Hamilton si tratta della sesta pole consecutiva mentre per la Mercedes è la ventiduesima consecutiva e per una vettura motorizzata Mercedes si tratta della trentesima pole consecutiva. Nico Rosberg chiude secondo, mentre la seconda fila è conquistata da Valtteri Bottas e Sergio Pérez che, quinto, scala quarto, per la penalizzazione di Grosjean. A causa delle varie sostituzioni di parti della power unit vengono penalizzati anche i due piloti della McLaren: Jenson Button subisce una penalizzazione teorica di 50 posizioni, Fernando Alonso di 55. I due partono dall'ultima fila, e non subiscono ulteriori penalizzazioni durante la gara. Inoltre Max Verstappen è penalizzato di 10 posizioni sulla griglia di partenza, per avere sostituito per la sesta volta il motore della sua vettura. Infine anche il pilota della Ferrari, Kimi Räikkönen, è stato penalizzato di cinque posizioni per la sostituzione del cambio.

### Risultati
Nella sessione di qualifica si è avuta questa situazione:
| Pos                         | Nº | Pilota             | Costruttore             | Q1       | Q2          | Q3       | Griglia |
| --------------------------- | -- | ------------------ | ----------------------- | -------- | ----------- | -------- | ------- |
| 1                           | 44 | Lewis Hamilton     | Mercedes                | 1'48"908 | 1'48"024    | 1'47"197 | 1       |
| 2                           | 6  | Nico Rosberg       | Mercedes                | 1'48"923 | 1'47"955    | 1'47"655 | 2       |
| 3                           | 77 | Valtteri Bottas    | Williams-Mercedes       | 1'49"026 | 1'49"044    | 1'48"537 | 3       |
| 4                           | 8  | Romain Grosjean    | Lotus-Mercedes          | 1'49"353 | 1'48"981    | 1'48"561 | 9       |
| 5                           | 11 | Sergio Pérez       | Force India-Mercedes    | 1'49"006 | 1'48"792    | 1'48"599 | 4       |
| 6                           | 3  | Daniel Ricciardo   | Red Bull Racing-Renault | 1'49"664 | 1'49"042    | 1'48"639 | 5       |
| 7                           | 19 | Felipe Massa       | Williams-Mercedes       | 1'49"688 | 1'48"806    | 1'48"685 | 6       |
| 8                           | 13 | Pastor Maldonado   | Lotus-Mercedes          | 1'49"568 | 1'48"956    | 1'48"754 | 7       |
| 9                           | 5  | Sebastian Vettel   | Ferrari                 | 1'49"264 | 1'48"761    | 1'48"825 | 8       |
| 10                          | 55 | Carlos Sainz Jr.   | STR-Renault             | 1'49"109 | 1'49"065    | 1'49"771 | 10      |
| 11                          | 27 | Nicolas Hülkenberg | Force India-Mercedes    | 1'49"499 | 1'49"121    | N.D.     | 11      |
| 12                          | 26 | Daniil Kvjat       | Red Bull Racing-Renault | 1'49"469 | 1'49"228    | N.D.     | 12      |
| 13                          | 9  | Marcus Ericsson    | Sauber-Ferrari          | 1'49"523 | 1'49"586    | N.D.     | 13      |
| 14                          | 7  | Kimi Räikkönen     | Ferrari                 | 1'49"288 | senza tempo | N.D.     | 16      |
| 15                          | 33 | Max Verstappen     | STR-Renault             | 1'49"831 | senza tempo | N.D.     | 18      |
| 16                          | 12 | Felipe Nasr        | Sauber-Ferrari          | 1'49"952 | N.D.        | N.D.     | 14      |
| 17                          | 22 | Jenson Button      | McLaren-Honda           | 1'50"978 | N.D.        | N.D.     | 19      |
| 18                          | 14 | Fernando Alonso    | McLaren-Honda           | 1'51"420 | N.D.        | N.D.     | 20      |
| 19                          | 28 | Will Stevens       | Marussia-Ferrari        | 1'52"948 | N.D.        | N.D.     | 15      |
| 20                          | 98 | Roberto Merhi      | Marussia-Ferrari        | 1'53"099 | N.D.        | N.D.     | 17      |
| Tempo limite 107%: 1'56"531 |    |                    |                         |          |             |          |         |

In grassetto sono indicate le migliori prestazioni in Q1, Q2 e Q3.

## Gara

### Resoconto
La partenza viene abortita, in quanto Nicolas Hülkenberg manifesta problemi al motore della sua Force India. Ciò costringe a un secondo giro di formazione, nel corso del quale anche Carlos Sainz Jr. è costretto ai box per un problema analogo.
Al via Lewis Hamilton mantiene il comando, mentre Nico Rosberg è presto sopravanzato da Sergio Pérez, Daniel Ricciardo e Valtteri Bottas. Il messicano tenta anche di passare Hamilton sul Kemmel, ma senza successo. Già nel corso del primo giro però Bottas commette un errore alla Bus Stop, facendosi passare sia da Rosberg che da Sebastian Vettel.
Al quinto giro Daniil Kvjat conquista l'ottava posizione, ai danni di Felipe Massa, mentre all'ottavo giro Ricciardo effettua il primo cambio gomme. Al giro seguente Romain Grosjean strappa la settima posizione a Bottas. Al giro 9 vanno al cambio gomme Pérez, Grosjean, Massa, mentre un giro dopo tocca ai due finnici, Kimi Räikkönen e Valtteri Bottas: i meccanici della Williams, però, montano erroneamente una gomma di mescola media alla posteriore destra insieme a tre morbide e Bottas viene penalizzato con un drive through. Intanto, dopo la sosta di Pérez, Rosberg è secondo, davanti a Vettel.
Nei giri seguenti effettuano il cambio gomme le due Mercedes e Sebastian Vettel. La classifica vede così sempre al comando il duo delle vetture tedesche, mentre terzo è sempre Pérez, davanti a Ricciardo, Grosjean e Vettel. Il francese della Lotus sorpassa prima Ricciardo al giro 17, poi anche il messicano, due giri dopo. Al giro venti termina la gara di Daniel Ricciardo, che si ferma con la sua Red Bull Racing all'ultima curva: viene introdotta la Virtual Safety Car.
Un giro dopo Romain Grosjean effettua la seconda sosta; ciò consente a Vettel di recuperare la terza posizione: dietro ci sono Sergio Pérez, Felipe Massa, Kimi Räikkönen e Daniil Kvjat. Il duo di testa effettua il cambio gomme tra il giro 30 e il giro 31, mantenendo le posizioni acquisite. Al trentasettesimo giro Kvjat passa Räikkönen, e due giri dopo, anche Massa, conquistando la sesta posizione.
Negli ultimi giri Grosjean si avvicina a Vettel, che ha effettuato un solo cambio degli pneumatici, mentre Max Verstappen scala la classifica, passando Bottas per il nono posto: l'olandese cerca di passare anche Räikkönen, ma va lungo, al termine del rettifilo del Kemmel.
A due giri dal termine esplode la posteriore destra sulla vettura di Vettel, che è così costretto a rientrare ai box, abbandonando la zona del podio. Lewis Hamilton vince, davanti al compagno di scuderia Nico Rosberg. Terzo è Romain Grosjean, al primo podio dal Gran Premio degli Stati Uniti d'America 2013.

### Risultati
I risultati del Gran Premio sono i seguenti:
| Pos | Nº | Pilota             | Costruttore             | Giri | Tempo/Ritiro       | Griglia | Punti |
| --- | -- | ------------------ | ----------------------- | ---- | ------------------ | ------- | ----- |
| 1   | 44 | Lewis Hamilton     | Mercedes                | 43   | 1h23'40"387        | 1       | 25    |
| 2   | 6  | Nico Rosberg       | Mercedes                | 43   | +2"058             | 2       | 18    |
| 3   | 8  | Romain Grosjean    | Lotus-Mercedes          | 43   | +37"988            | 9       | 15    |
| 4   | 26 | Daniil Kvjat       | Red Bull Racing-Renault | 43   | +45"692            | 12      | 12    |
| 5   | 11 | Sergio Pérez       | Force India-Mercedes    | 43   | +53"997            | 4       | 10    |
| 6   | 19 | Felipe Massa       | Williams-Mercedes       | 43   | +55"283            | 6       | 8     |
| 7   | 7  | Kimi Räikkönen     | Ferrari                 | 43   | +55"703            | 16      | 6     |
| 8   | 33 | Max Verstappen     | STR-Renault             | 43   | +56"076            | 18      | 4     |
| 9   | 77 | Valtteri Bottas    | Williams-Mercedes       | 43   | +1'01"040          | 3       | 2     |
| 10  | 9  | Marcus Ericsson    | Sauber-Ferrari          | 43   | +1'31"234          | 13      | 1     |
| 11  | 12 | Felipe Nasr        | Sauber-Ferrari          | 43   | +1'42"311          | 14      |       |
| 12  | 5  | Sebastian Vettel   | Ferrari                 | 42   | Pneumatico         | 8       |       |
| 13  | 14 | Fernando Alonso    | McLaren-Honda           | 42   | +1 giro            | 20      |       |
| 14  | 22 | Jenson Button      | McLaren-Honda           | 42   | +1 giro            | 19      |       |
| 15  | 98 | Roberto Merhi      | Marussia-Ferrari        | 42   | +1 giro            | 17      |       |
| 16  | 28 | Will Stevens       | Marussia-Ferrari        | 42   | +1 giro            | 15      |       |
| Rit | 55 | Carlos Sainz Jr.   | STR-Renault             | 32   | Power unit         | 10      |       |
| Rit | 3  | Daniel Ricciardo   | Red Bull Racing-Renault | 19   | Perdita di potenza | 5       |       |
| Rit | 13 | Pastor Maldonado   | Lotus-Mercedes          | 2    | Probl. elettrici   | 7       |       |
| NP  | 27 | Nicolas Hülkenberg | Force India-Mercedes    | 0    | Perdita di potenza | 11      |       |

## Classifiche mondiali

### Piloti
| Pos | Pilota             | Punti |
| --- | ------------------ | ----- |
| 1   | Lewis Hamilton     | 227   |
| 2   | Nico Rosberg       | 199   |
| 3   | Sebastian Vettel   | 160   |
| 4   | Kimi Räikkönen     | 82    |
| 5   | Felipe Massa       | 82    |
| 6   | Valtteri Bottas    | 79    |
| 7   | Daniil Kvjat       | 57    |
| 8   | Daniel Ricciardo   | 51    |
| 9   | Romain Grosjean    | 38    |
| 10  | Max Verstappen     | 26    |
| 11  | Sergio Pérez       | 25    |
| 12  | Nicolas Hülkenberg | 24    |
| 13  | Felipe Nasr        | 16    |
| 14  | Pastor Maldonado   | 12    |
| 15  | Fernando Alonso    | 11    |
| 16  | Carlos Sainz Jr.   | 9     |
| 17  | Marcus Ericsson    | 7     |
| 18  | Jenson Button      | 6     |

### Costruttori
| Pos | Costruttore             | Punti |
| --- | ----------------------- | ----- |
| 1   | Mercedes                | 426   |
| 2   | Ferrari                 | 242   |
| 3   | Williams-Mercedes       | 161   |
| 4   | Red Bull Racing-Renault | 108   |
| 5   | Lotus-Mercedes          | 50    |
| 6   | Force India-Mercedes    | 49    |
| 7   | STR-Renault             | 35    |
| 8   | Sauber-Ferrari          | 23    |
| 9   | McLaren-Honda           | 17    |

## Polemiche dopo la gara
L'esplosione delle gomme, in prova sulla vettura di Nico Rosberg e in gara sulla monoposto di Sebastian Vettel, portano entrambi i piloti a criticare la Pirelli in merito alla sicurezza degli pneumatici. Il pilota della Ferrari ha sottolineato che, se l'esplosione fosse avvenuta in un diverso punto del tracciato, le conseguenze sarebbe potuto essere molto gravi. Successivamente la casa italiana ha emesso un comunicato in cui sottolinea come, già nel 2013, avesse chiesto di inserire, nel regolamento, un numero massimo di giri da potere effettuare con lo stesso treno di gomme. Per la Pirelli il numero massimo di giri effettuabili con il tipo di gomme medie, sul tracciato di Spa, era di 22, contro i 28 effettuati da Vettel. La FIA ha confermato l'assenza di problemi strutturali per lo pneumatico scoppiato sulla vettura di Vettel.
Il pilota della Williams Valtteri Bottas ha invece criticato l'errore commesso dal team al pit stop quando gli sono state montate gomme di due mescole diverse.